# Seasons
Seasons (с англ. — «Времена года») — дебютный студийный альбом немецкой группы EverEve. Записан в 1996 году и издан в 1997 году на студии Nuclear Blast.

## Об альбоме
Стиль альбома можно определить как готический металл с элементами дум.
Альбом «Seasons» включает в себя тексты на английском и на немецком языках. В дальнейшем группа будет использовать для своих песен в основном английскую лирику.
Тематика альбома посвящена внутренним состояниям человека в цикле сменяющих друг друга времён года: одиночеству, жажде любви, потерянности. Практически все стихи к альбому написаны Томом Седощенко, за исключением «A New Winter», «To Learn Silent Oblivion» (Thorsten Weißenberger), «A Winternight Depression» (Kreichel) и «Epilogue» (Michael Zeissl).

## Переиздание
В июле-августе 2008 года «Seasons» был перевыпущен компанией Metal Mind Productions в эксклюзивном варианте и с отреставрированным звуком, наряду с альбомами Stormbirds и Regret. Тираж «Seasons» Limited Edition составил 2000 экземпляров.

## Список композиций
1. «Prologue: The Bride Wears Black» («Пролог: Невеста в чёрном») — 5:28
2. «A New Winter» («Новая зима») — 4:48
3. «(The Phoenix) Spring» («(Феникс) Весна») — 5:59
4. «(The Dancer) Under A Summer Sky» («(Танцор) Под летним небом») — 8:24
5. «Twilight» («Сумерки») — 1:04
6. «Autumn Leaves» («Осенние листья») — 7:18
7. «Untergehen Und Auferstehen» («Падение и возрождение») — 6:54
8. «To Learn Silent Oblivion» («Познать тихое забвенье») — 3:08
9. «A Winternight Depression» («Депрессия в зимнюю ночь») — 9:03
10. «Epilogue» («Эпилог») — 3:02

## Участники записи
- Tom Sedotschenko — вокал
- Thorsten Weißenberger — гитара
- Stephan Kiefer — гитара
- Michael Zeissl — синтезатор, клавишные
- Stefan Müller — бас
- Marc Werner — барабаны
- Gottfried Koch, Oliver Hoffman — звукорежиссёры
- Jan-Peter Genkel — , звукорежиссёр, сведение, мастеринг
- Norbert Achtelik — мастеринг
- Dariusz Ramazani — фотограф группы
- P GRØN — дизайн и фотографии в буклете